# Akira Kaji
Akira Kaji (加地 亮?, Kaji Akira; Minamiawaji, 13 gennaio 1980) è un ex calciatore giapponese, di ruolo difensore o centrocampista.

## Caratteristiche tecniche
Giocatore di piede destro che faceva del dinamismo, della velocità e della tenacia le sue doti migliori, grazie alle quali sopperiva ad alcune pecche per quanto riguardava i suoi frequenti infortuni.
Kaji era un jolly di fascia che sul lato destro del campo ben si disimpegnava sia nella fase difensiva, sia in quella offensiva, servendo talvolta anche assist per merito dei suoi numerosi cross.
Alla Takigawa Daini High School, sotto la guida dell'allenatore Kazuo Kuroda, è stato costantemente impiegato come ala destra, mentre nella gran parte della carriera professionistica, il suo ruolo principale era quello di terzino destro, ad eccezione di alcune stagioni (2006 e 2015-2017) che è la sua posizione in campo è stata avanzata di qualche metro venendo utilizzato esterno di centrocampo.

## Statistiche

### Cronologia presenze e reti in nazionale
| Cronologia completa delle presenze e delle reti in nazionale ― Giappone | Cronologia completa delle presenze e delle reti in nazionale ― Giappone | Cronologia completa delle presenze e delle reti in nazionale ― Giappone | Cronologia completa delle presenze e delle reti in nazionale ― Giappone | Cronologia completa delle presenze e delle reti in nazionale ― Giappone | Cronologia completa delle presenze e delle reti in nazionale ― Giappone | Cronologia completa delle presenze e delle reti in nazionale ― Giappone | Cronologia completa delle presenze e delle reti in nazionale ― Giappone |
| Data                                                                    | Città                                                                   | In casa                                                                 | Risultato                                                               | Ospiti                                                                  | Competizione                                                            | Reti                                                                    | Note                                                                    |
| ----------------------------------------------------------------------- | ----------------------------------------------------------------------- | ----------------------------------------------------------------------- | ----------------------------------------------------------------------- | ----------------------------------------------------------------------- | ----------------------------------------------------------------------- | ----------------------------------------------------------------------- | ----------------------------------------------------------------------- |
| 8-10-2003                                                               | Tunisi                                                                  | Tunisia                                                                 | 0 – 1                                                                   | Giappone                                                                | Amichevole                                                              | -                                                                       |                                                                         |
| 7-2-2004                                                                | Kashima                                                                 | Giappone                                                                | 4 – 0                                                                   | Malaysia                                                                | Amichevole                                                              | -                                                                       | 63’                                                                     |
| 31-3-2004                                                               | Singapore                                                               | Singapore                                                               | 1 – 2                                                                   | Giappone                                                                | Qual. Mondiali 2006                                                     | -                                                                       |                                                                         |
| 25-4-2004                                                               | Zalaegerszeg                                                            | Ungheria                                                                | 3 – 2                                                                   | Giappone                                                                | Amichevole                                                              | -                                                                       | 61’                                                                     |
| 28-4-2004                                                               | Praga                                                                   | Rep. Ceca                                                               | 0 – 1                                                                   | Giappone                                                                | Amichevole                                                              | -                                                                       | 46’ 50’                                                                 |
| 30-5-2004                                                               | Manchester                                                              | Islanda                                                                 | 2 – 3                                                                   | Giappone                                                                | Amichevole                                                              | -                                                                       |                                                                         |
| 1-6-2004                                                                | Manchester                                                              | Inghilterra                                                             | 1 – 1                                                                   | Giappone                                                                | Amichevole                                                              | -                                                                       |                                                                         |
| 9-6-2004                                                                | Saitama                                                                 | Giappone                                                                | 7 – 0                                                                   | India                                                                   | Qual. Mondiali 2006                                                     | -                                                                       |                                                                         |
| 9-7-2004                                                                | Hiroshima                                                               | Giappone                                                                | 3 – 1                                                                   | Slovacchia                                                              | Amichevole                                                              | -                                                                       |                                                                         |
| 13-7-2004                                                               | Yokohama                                                                | Giappone                                                                | 1 – 0                                                                   | Serbia e Montenegro                                                     | Amichevole                                                              | -                                                                       |                                                                         |
| 20-7-2004                                                               | Chongqing                                                               | Giappone                                                                | 1 – 0                                                                   | Oman                                                                    | Coppa delle nazioni asiatiche 2004                                      | -                                                                       |                                                                         |
| 24-7-2004                                                               | Chongqing                                                               | Giappone                                                                | 4 – 1                                                                   | Thailandia                                                              | Coppa delle nazioni asiatiche 2004                                      | -                                                                       |                                                                         |
| 28-7-2004                                                               | Chongqing                                                               | Giappone                                                                | 0 – 0                                                                   | Iran                                                                    | Coppa delle nazioni asiatiche 2004                                      | -                                                                       |                                                                         |
| 31-7-2004                                                               | Chongqing                                                               | Giappone                                                                | 1 – 1 dts (4 – 3 dtr)                                                   | Giordania                                                               | Coppa delle nazioni asiatiche 2004                                      | -                                                                       |                                                                         |
| 3-8-2004                                                                | Jinan                                                                   | Giappone                                                                | 4 – 3                                                                   | Bahrein                                                                 | Coppa delle nazioni asiatiche 2004                                      | -                                                                       | 25’ 87’                                                                 |
| 7-8-2004                                                                | Pechino                                                                 | Cina                                                                    | 1 – 3                                                                   | Giappone                                                                | Coppa delle nazioni asiatiche 2004                                      | -                                                                       |                                                                         |
| 18-8-2004                                                               | Shizuoka                                                                | Giappone                                                                | 1 – 2                                                                   | Argentina                                                               | Amichevole                                                              | -                                                                       |                                                                         |
| 8-9-2004                                                                | Kolkata                                                                 | India                                                                   | 0 – 4                                                                   | Giappone                                                                | Qual. Mondiali 2006                                                     | -                                                                       |                                                                         |
| 13-10-2004                                                              | Mascate                                                                 | Oman                                                                    | 0 – 1                                                                   | Giappone                                                                | Qual. Mondiali 2006                                                     | -                                                                       |                                                                         |
| 17-11-2004                                                              | Saitama                                                                 | Giappone                                                                | 1 – 0                                                                   | Singapore                                                               | Qual. Mondiali 2006                                                     | -                                                                       | 20’                                                                     |
| 16-12-2004                                                              | Yokohama                                                                | Giappone                                                                | 0 – 3                                                                   | Germania                                                                | Amichevole                                                              | -                                                                       |                                                                         |
| 29-1-2005                                                               | Yokohama                                                                | Giappone                                                                | 4 – 0                                                                   | Kazakistan                                                              | Amichevole                                                              | -                                                                       |                                                                         |
| 2-2-2005                                                                | Saitama                                                                 | Giappone                                                                | 3 – 0                                                                   | Siria                                                                   | Amichevole                                                              | -                                                                       | 45+1’                                                                   |
| 9-2-2005                                                                | Saitama                                                                 | Giappone                                                                | 2 – 1                                                                   | Corea del Nord                                                          | Qual. Mondiali 2006                                                     | -                                                                       |                                                                         |
| 25-3-2005                                                               | Teheran                                                                 | Iran                                                                    | 2 – 1                                                                   | Giappone                                                                | Qual. Mondiali 2006                                                     | -                                                                       |                                                                         |
| 30-3-2005                                                               | Saitama                                                                 | Giappone                                                                | 1 – 0                                                                   | Bahrein                                                                 | Qual. Mondiali 2006                                                     | -                                                                       |                                                                         |
| 27-5-2005                                                               | Tokyo                                                                   | Giappone                                                                | 0 – 1                                                                   | Emirati Arabi Uniti                                                     | Amichevole                                                              | -                                                                       |                                                                         |
| 3-6-2005                                                                | Manama                                                                  | Bahrein                                                                 | 0 – 1                                                                   | Giappone                                                                | Qual. Mondiali 2006                                                     | -                                                                       |                                                                         |
| 8-6-2005                                                                | Bangkok                                                                 | Corea del Nord                                                          | 0 – 2                                                                   | Giappone                                                                | Qual. Mondiali 2006                                                     | -                                                                       |                                                                         |
| 16-6-2005                                                               | Hannover                                                                | Giappone                                                                | 1 – 2                                                                   | Messico                                                                 | Conf. Cup 2005 - 1º turno                                               | -                                                                       | 90+2’                                                                   |
| 19-6-2005                                                               | Francoforte                                                             | Giappone                                                                | 1 – 0                                                                   | Grecia                                                                  | Conf. Cup 2005 - 1º turno                                               | -                                                                       |                                                                         |
| 22-6-2005                                                               | Colonia                                                                 | Giappone                                                                | 2 – 2                                                                   | Brasile                                                                 | Conf. Cup 2005 - 1º turno                                               | -                                                                       | 55’                                                                     |
| 31-7-2005                                                               | Daejeon                                                                 | Corea del Nord                                                          | 1 – 0                                                                   | Giappone                                                                | Coppa dell'Asia orientale 2005                                          | -                                                                       |                                                                         |
| 17-8-2005                                                               | Yokohama                                                                | Giappone                                                                | 2 – 1                                                                   | Iran                                                                    | Qual. Mondiali 2006                                                     | 1                                                                       | 58’                                                                     |
| 7-9-2005                                                                | Rifu                                                                    | Giappone                                                                | 5 – 4                                                                   | Honduras                                                                | Amichevole                                                              | -                                                                       |                                                                         |
| 10-2-2006                                                               | San Francisco                                                           | Stati Uniti                                                             | 3 – 2                                                                   | Giappone                                                                | Amichevole                                                              | -                                                                       |                                                                         |
| 18-2-2006                                                               | Fukuroi                                                                 | Giappone                                                                | 2 – 0                                                                   | Finlandia                                                               | Amichevole                                                              | -                                                                       | 76’                                                                     |
| 22-2-2006                                                               | Yokohama                                                                | Giappone                                                                | 6 – 0                                                                   | India                                                                   | Qual. Coppa d'Asia 2007                                                 | -                                                                       |                                                                         |
| 28-2-2006                                                               | Dortmund                                                                | Giappone                                                                | 2 – 2                                                                   | Bosnia ed Erzegovina                                                    | Amichevole                                                              | -                                                                       |                                                                         |
| 30-3-2006                                                               | Ōita                                                                    | Giappone                                                                | 1 – 0                                                                   | Ecuador                                                                 | Amichevole                                                              | -                                                                       |                                                                         |
| 9-5-2006                                                                | Osaka                                                                   | Giappone                                                                | 1 – 2                                                                   | Bulgaria                                                                | Amichevole                                                              | -                                                                       |                                                                         |
| 13-5-2006                                                               | Saitama                                                                 | Giappone                                                                | 0 – 0                                                                   | Scozia                                                                  | Amichevole                                                              | -                                                                       |                                                                         |
| 30-5-2006                                                               | Leverkusen                                                              | Germania                                                                | 2 – 2                                                                   | Giappone                                                                | Amichevole                                                              | -                                                                       | 39’                                                                     |
| 18-6-2006                                                               | Norimberga                                                              | Giappone                                                                | 0 – 0                                                                   | Croazia                                                                 | Mondiali 2006 - 1º turno                                                | -                                                                       |                                                                         |
| 22-6-2006                                                               | Dortmund                                                                | Giappone                                                                | 1 – 4                                                                   | Brasile                                                                 | Mondiali 2006 - 1º turno                                                | -                                                                       | 40’                                                                     |
| 16-8-2006                                                               | Niigata                                                                 | Giappone                                                                | 2 – 0                                                                   | Yemen                                                                   | Qual. Coppa d'Asia 2007                                                 | -                                                                       |                                                                         |
| 3-9-2006                                                                | Jeddah                                                                  | Arabia Saudita                                                          | 1 – 0                                                                   | Giappone                                                                | Qual. Coppa d'Asia 2007                                                 | -                                                                       |                                                                         |
| 6-9-2006                                                                | Sana'a                                                                  | Yemen                                                                   | 0 – 1                                                                   | Giappone                                                                | Qual. Coppa d'Asia 2007                                                 | -                                                                       |                                                                         |
| 15-11-2006                                                              | Sapporo                                                                 | Giappone                                                                | 3 – 1                                                                   | Arabia Saudita                                                          | Qual. Coppa d'Asia 2007                                                 | -                                                                       | 39’                                                                     |
| 24-3-2007                                                               | Yokohama                                                                | Giappone                                                                | 2 – 0                                                                   | Perù                                                                    | Amichevole                                                              | -                                                                       |                                                                         |
| 9-7-2007                                                                | Hanoi                                                                   | Giappone                                                                | 1 – 1                                                                   | Qatar                                                                   | Coppa d'Asia 2007 - 1º turno                                            | -                                                                       |                                                                         |
| 13-7-2007                                                               | Hanoi                                                                   | Emirati Arabi Uniti                                                     | 1 – 3                                                                   | Giappone                                                                | Coppa d'Asia 2007 - 1º turno                                            | -                                                                       |                                                                         |
| 16-7-2007                                                               | Hanoi                                                                   | Vietnam                                                                 | 1 – 4                                                                   | Giappone                                                                | Coppa d'Asia 2007 - 1º turno                                            | -                                                                       |                                                                         |
| 21-7-2007                                                               | Hanoi                                                                   | Giappone                                                                | 1 – 1 dts (4 – 3 dtr)                                                   | Australia                                                               | Coppa d'Asia 2007 - Quarti di finale                                    | -                                                                       | 88’                                                                     |
| 25-7-2007                                                               | Hanoi                                                                   | Giappone                                                                | 2 – 3                                                                   | Arabia Saudita                                                          | Coppa d'Asia 2007 - Semifinale                                          | -                                                                       |                                                                         |
| 28-7-2007                                                               | Palembang                                                               | Corea del Sud                                                           | 0 – 0 dts (6 – 5 dtr)                                                   | Giappone                                                                | Coppa d'Asia 2007 - Finale 3º posto                                     | -                                                                       | 106’                                                                    |
| 22-8-2007                                                               | Ōita                                                                    | Giappone                                                                | 2 – 0                                                                   | Camerun                                                                 | Amichevole                                                              | -                                                                       | 38’                                                                     |
| 7-9-2007                                                                | Klagenfurt                                                              | Austria                                                                 | 0 – 0 dts (4 – 3 dtr)                                                   | Giappone                                                                | Amichevole                                                              | -                                                                       |                                                                         |
| 11-9-2007                                                               | Klagenfurt                                                              | Giappone                                                                | 4 – 3                                                                   | Svizzera                                                                | Amichevole                                                              | -                                                                       |                                                                         |
| 17-10-2007                                                              | Osaka                                                                   | Giappone                                                                | 4 – 1                                                                   | Egitto                                                                  | AFC Challenge Cup 2007                                                  | 1                                                                       |                                                                         |
| 26-1-2008                                                               | Tokyo                                                                   | Giappone                                                                | 0 – 0                                                                   | Cile                                                                    | Amichevole                                                              | -                                                                       | 71’                                                                     |
| 17-2-2008                                                               | Chongqing                                                               | Giappone                                                                | 1 – 1                                                                   | Corea del Nord                                                          | Coppa dell'Asia orientale 2008                                          | -                                                                       | 81’                                                                     |
| 20-2-2008                                                               | Chongqing                                                               | Cina                                                                    | 0 – 1                                                                   | Giappone                                                                | Coppa dell'Asia orientale 2008                                          | -                                                                       | 46’                                                                     |
| 23-2-2008                                                               | Chongqing                                                               | Giappone                                                                | 1 – 1                                                                   | Corea del Sud                                                           | Coppa dell'Asia orientale 2008                                          | -                                                                       |                                                                         |
| Totale                                                                  |                                                                         | Presenze                                                                | 64                                                                      |                                                                         | Reti                                                                    | 2                                                                       |                                                                         |

## Palmarès

### Club

#### Competizioni nazionali
- Coppa J. League: 2

FC Tokyo: 2004
Gamba Osaka: 2007
- Supercoppa del Giappone: 1

Gamba Osaka: 2007
- Coppa dell'Imperatore: 2

Gamba Osaka: 2008, 2009

#### Competizioni internazionali
- AFC Champions League: 1

Gamba Osaka: 2008

### Nazionale
- Coppa d'Asia: 1

2004

### Individuale
- Squadra del campionato giapponese: 1

2006